# Stefano Bellandi
Stefano Bellandi (Soresina, 30 maggio 1892 – 1964) fu un pioniere dello sport, di professione economo del teatro alla Scala di Milano e arbitro di calcio dilettante; si adoperò per diffondere la disciplina del rugby a 15 in Italia, di cui divenne anche arbitro, e fu tra i promotori del comitato che diede origine alla Federazione Italiana Rugby.

## Biografia
Fratello maggiore di Enrico, Luigi e Mario Bellandi, tutti calciatori tesserati per l'Associazione Calcio Stelvio e per l'Unione Sportiva Milanese, risiedeva ad Affori.

### Arbitro FIGC
Inizia ad arbitrare quale arbitro effettivo nel 1919, ed è elencato fra gli arbitri già nei ruoli dell'A.I.A. a disposizione del Comitato Regionale Lombardo per le gare regionali. Sui giornali sportivi era citato come "Bellandi (USM)".
Prima dell'eliminazione del tesseramento obbligatorio per una società calcistica italiana (1927) aveva la tessera dell'Unione Sportiva Milanese.

Terminò l'attività arbitrale FIGC alla fine della stagione sportiva 1926-1927.

Dopo la fine della guerra mondiale fu consigliere FIGC sempre in ambito A.I.A.

## Rugby

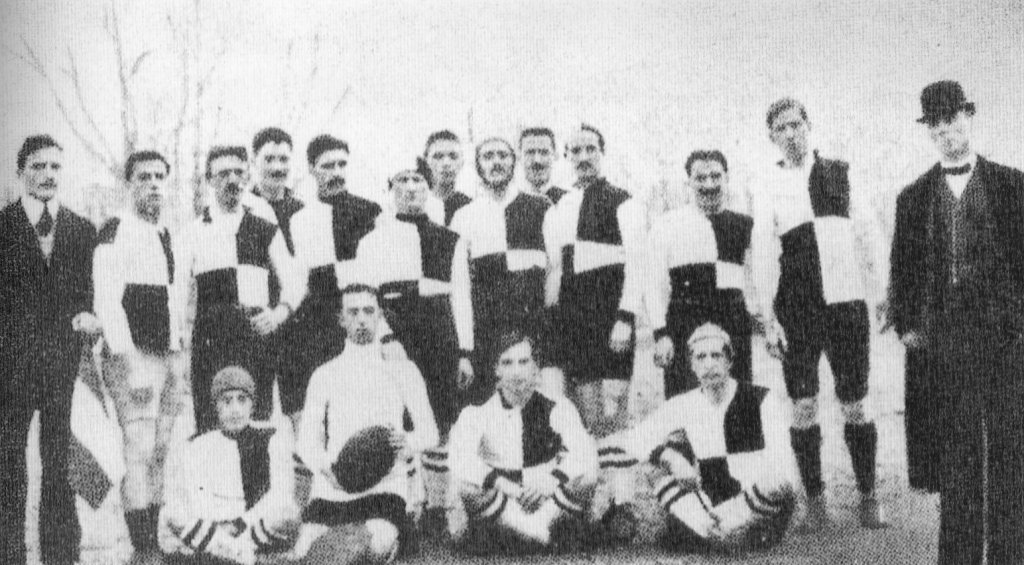
L'U.S. Milanese, prima squadra italiana di rugby. In piedi a sinistra Stefano Bellandi

Bellandi fu il principale promotore del rugby in seno all'USM nel 1911 e fautore della fusione con l'altra squadra milanese, lo Sport Club Italia (che giocava al Velodromo Sempione) la squadra di Algiso Rampoldi. La fusione fra l'USM e lo SC Italia è avvenuta nel 1927.
All'atto della nascita del "Comitato Nazionale di Propaganda del Giuoco della Palla Ovale" è fra i fondatori con Algiso Rampoldi, Piero Mariani, Carlo Bonfanti, Enrico Davin, Rodolfo Brauer e Gustavo Laporte. Il Comitato viene affiliato al CONI il 26 luglio 1927. Il primo campo federale fu il Velodromo Sempione..
Per promuovere a livello nazionale il movimento che aveva appena ricevuto il riconoscimento ufficiale del Comitato Olimpico Bellandi interpellò un giornalista francese, Henry Desgrange, direttore di una testata parigina il quale demandò a uno dei suoi collaboratori, tale Gaston Bénac allenatore di rugby, il compito di trovare una soluzione: questi ebbe l'idea di organizzare due incontri in Italia tra una selezione francese e una italiana.
Il primo incontro si tenne il 1º novembre 1927 al Velodromo di Bologna, e la squadra francese vinse 27-18; l'indomani le stesse due selezioni si incontrarono al Velodromo Sempione di Milano (sulle cui ceneri fu ricostruito nel 1935 il Vigorelli) e furono sempre i francesi a prevalere, per 46-35. Altri incontri tra selezioni italiane e transalpine si tennero nei mesi successivi: sotto il periodo natalizio una squadra di Parigi fu invitata a disputare incontri a Milano, Torino e Brescia, mentre nella primavera successiva, a marzo del 1928, fu una selezione milanese a recarsi in Francia, al Parco dei Principi di Parigi.
La fusione dell'USM con l'Inter a fine agosto 1928 fece trasformare la squadra creata da Bellandi nella sezione rugbistica della sorgente Ambrosiana, ma la squadra con i colori biancorosso crociato ebbe vita breve. Con la dipartita del Presidente dell'Ambrosiana Ernesto Torrusio nel marzo 1929 la società milanese si trovò fortemente indebitata, tanto da portare le autorità fasciste e sportive a fare vari tentativi per salvare la situazione deficitaria, situazione risolta solo con l'arrivo del nuovo presidente Oreste Simonotti.
L'Ambrosiana rinuncia perciò a continuare a gestire la sezione rugby ed è per questo motivo che Bellandi portò via la squadra dall'Ambrosiana e fondò l'Amatori Rugby Milano accasandosi nel 1929 sul campo della Pirelli in viale Sarca.
A causa del crollo della tribuna del campo di via Goldoni e il mancato accordo con il Comune di Milano per la permuta del vecchio campo con l'area di via Ponzio a Milano non c'erano altri campi disponibili.
Solo in seguito, nel 1933 con la costruzione del nuovo impianto "Giuriati", Bellandi riuscì a dare all'Amatori una sede fissa.